# جون هاولاند
جون هاولاند (بالإنجليزية: John Howland)‏ هو طبيب أطفال أمريكي، ولد في 3 فبراير 1873، وتوفي في 20 يونيو 1926.